# منتخب كوينزلاند لكرة اليد للسيدات
منتخب كوينزلاند لكرة اليد للسيدات هو ممثل كوينزلاند الرسمي في المنافسات الدولية في كرة اليد للسيدات
.